# 忘れ桜
「忘れ桜」（わすれざくら）は、SUPER☆GiRLSの24枚目のシングル。2020年3月18日にiDOL Streetから発売された。

## 概要
CD+Blu-ray Disc、CDのみの2種2形態で発売。本作は石橋蛍卒業後10名体制として発売する最初のシングルで、渡邉幸愛と阿部夢梨の2人がセンターを務める。
グループ初の"桜ソング"をうたっている表題曲「忘れ桜」は、作詞・作曲をこちらもグループ初となる杉山勝彦が手掛け、振付はCRE8BOYが担当している。初披露は2020年2月8日に行われたリリース記念イベント初日で、メディア初OAは同11日放送の『SUPER☆GiRLS阿部夢梨のナイスゆめり!』（ラジオ日本）だった。また、カップリング曲「☆マカロニマカロン☆」は、同17日放送の『SOUND GENIC』（エフエム仙台）でメディア初OAされ、ライブでの初披露は同24日開催『SUPER☆GiRLS ワンマンライブ 2020 〜STARTIN' 10 STARS〜』だった。

## 収録曲

### CD
1. 忘れ桜 [4:41]
作詞・作曲：杉山勝彦、編曲：杉山勝彦・谷地学
2. ☆マカロニマカロン☆ [4:10]
作詞：鈴木まなか、作曲：ArmySlick・常楽寺澪、編曲：ArmySlick
3. 忘れ桜（Instrumental）
4. ☆マカロニマカロン☆（Instrumental）

### Blu-ray Disc
1. 忘れ桜 (Music Video)
2. 忘れ桜 (Music Video Making)
3. 忘れ桜 (Music Video 個人サビver.)

## 音楽配信
CDの発売日である3月18日に配信開始。ハイレゾ音源および「忘れ桜」のMVも同日に配信開始した。
太字の配信サービスはハイレゾ音源を配信している。「MV」は「忘れ桜」のMVも配信していることを示す。

## イベント
| 日程                                        | 公演名               | 会場                   | 備考 |
| ------------------------------------------- | -------------------- | ---------------------- | --- |
| 2020年 2月8日                               | リリース記念イベント | ららぽーと横浜         | ミニライブ・グループ握手会・グループ撮影会。各日2部制。 3月1日以降は新型コロナウイルス感染症の流行の影響で中止された。 2月11日2部・15日は金澤がけがのため不参加。 |
| 2月9日                                      | リリース記念イベント | としまえん             | ミニライブ・グループ握手会・グループ撮影会。各日2部制。 3月1日以降は新型コロナウイルス感染症の流行の影響で中止された。 2月11日2部・15日は金澤がけがのため不参加。 |
| 2月11日                                     | リリース記念イベント | アリオ橋本             | ミニライブ・グループ握手会・グループ撮影会。各日2部制。 3月1日以降は新型コロナウイルス感染症の流行の影響で中止された。 2月11日2部・15日は金澤がけがのため不参加。 |
| 2月15日                                     | リリース記念イベント | ステラタウン           | ミニライブ・グループ握手会・グループ撮影会。各日2部制。 3月1日以降は新型コロナウイルス感染症の流行の影響で中止された。 2月11日2部・15日は金澤がけがのため不参加。 |
| 3月1日（中止）                              | リリース記念イベント | イオンモールKYOTO      | ミニライブ・グループ握手会・グループ撮影会。各日2部制。 3月1日以降は新型コロナウイルス感染症の流行の影響で中止された。 2月11日2部・15日は金澤がけがのため不参加。 |
| 3月22日（中止）                             | リリース記念イベント | イオンモール幕張新都心 | ミニライブ・グループ握手会・グループ撮影会。各日2部制。 3月1日以降は新型コロナウイルス感染症の流行の影響で中止された。 2月11日2部・15日は金澤がけがのため不参加。 |
| 3月29日（中止）                             | リリース記念イベント | OCAT                   | ミニライブ・グループ握手会・グループ撮影会。各日2部制。 3月1日以降は新型コロナウイルス感染症の流行の影響で中止された。 2月11日2部・15日は金澤がけがのため不参加。 |
| 3月7日・8日・14日・15日・21日・22日・6月2日 | ネットサイン会       | LINE LIVE              | 7日は坂林・井上・門林・樋口・松本が、8日は渡邉・阿部・金澤・石丸が参加。長尾は不参加。14日は阿部・長尾・坂林・門林・松本が、15日は渡邉・金澤・石丸・井上・樋口が参加。21日は阿部・門林・坂林・松本が、22日は渡邉・長尾・金澤・井上・樋口が参加。石丸はインフルエンザのため29日に振替予定だったが、新型コロナウイルス感染症の流行の影響で6月2日に延期された。 |
| 3月18日（中止）                             | 発売日記念イベント   | サンシャインシティ     | ミニライブ・グループ握手会・グループ撮影会。1部制。しかし新型コロナウイルス感染症の流行の影響で中止された。 |
| 3月28日（中止）                             | mu-moイベント        | 大阪南港ATC            | mu-moショップでの参加券付き商品購入者対象。しかし新型コロナウイルス感染症の流行の影響で延期される予定だったが、影響が収まらなかったため開催されなかった。 |
| 4月5日（中止）                              | mu-moイベント        | エイベックスビル       | mu-moショップでの参加券付き商品購入者対象。しかし新型コロナウイルス感染症の流行の影響で延期される予定だったが、影響が収まらなかったため開催されなかった。 |
| 3月29日（中止）                             | 生電話会トーク会     | -                      | 電話を介してメンバーと1分間の会話ができる施策。しかし新型コロナウイルス感染症の流行の影響で中止された。 |

※他、一部イベントにおいて予約購入者対象の握手会も開催。また、新型コロナウイルス感染症の流行の影響でイベントが軒並み中止となったため、急遽インターネットを通じてメンバーとファンとがコミュニケーションをとれる施策（ネットサイン会・Twitterリプライ返信・パフォーマンス生配信など）が行われた。